# Église Saint-Martin de Monceau-lès-Leups
L'église Saint-Martin de Monceau-lès-Leups est une église située à Monceau-lès-Leups, en France.

## Description

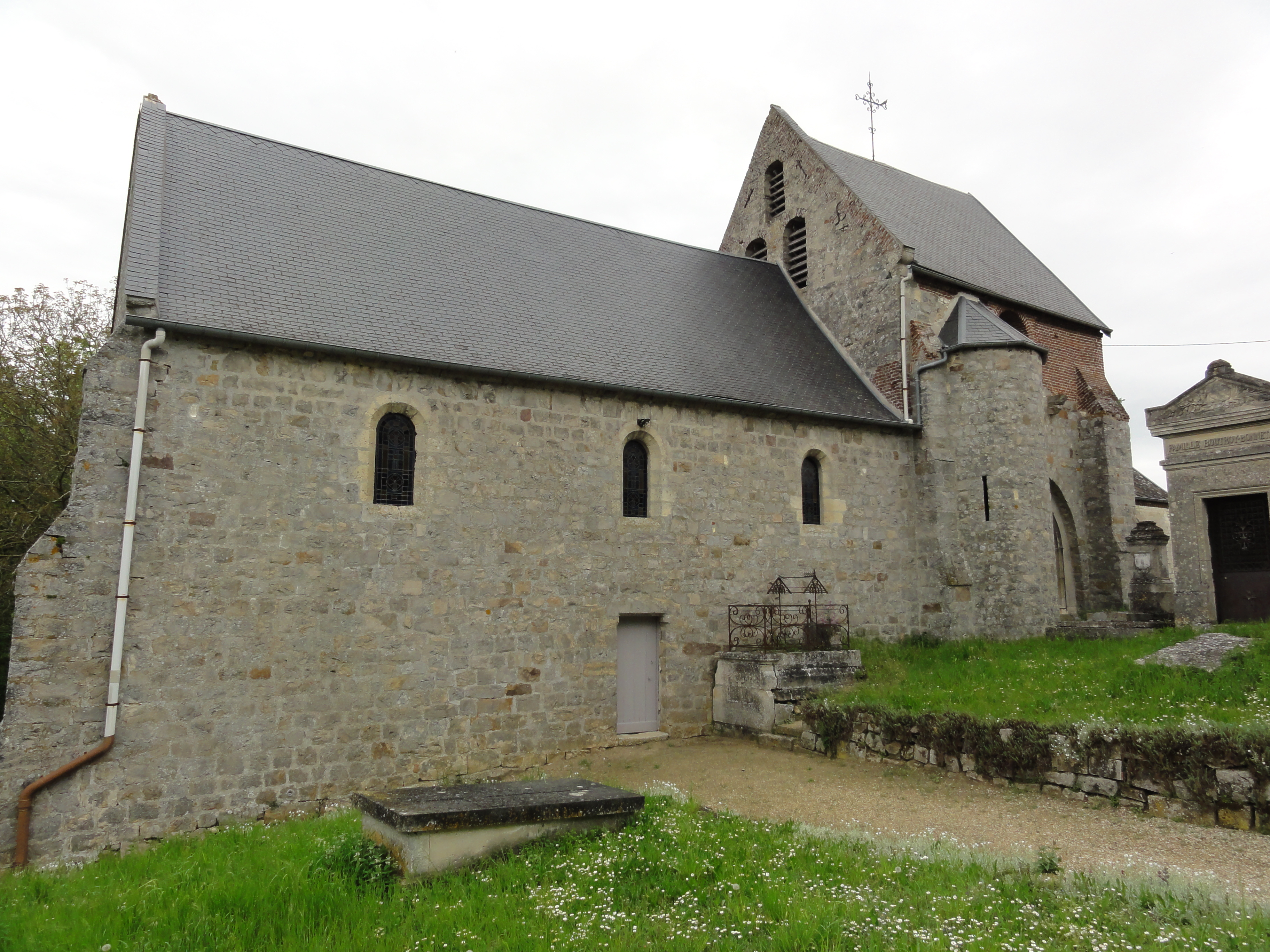
Vue latérale sud
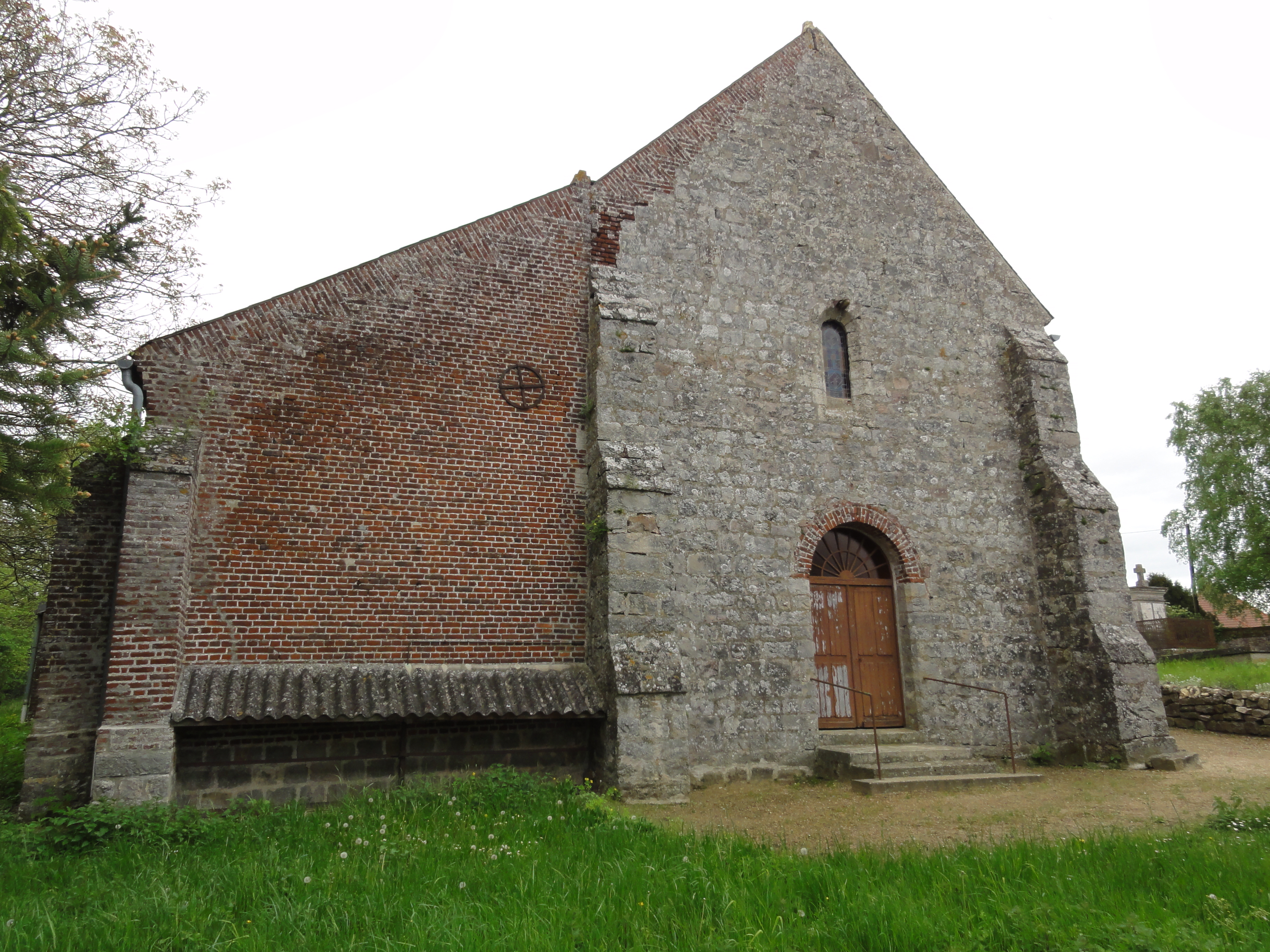
Façade de l'entrée

## Localisation
L'église est située sur la commune de Monceau-lès-Leups, dans le département de l'Aisne.